# John de Clinton, 1. Baron Clinton
John de Clinton (* um 1258; † 1310) war ein englischer Adliger, den König Eduard I. 1299 durch Writ of Summons in seinen Rat berief.

## Herkunft und Familie
John de Clinton stammte aus einer ursprünglich in Oxfordshire ansässigen englischen Adelsfamilie. Da sein Vater, Thomas de Clinton, vor 1264 Maud Bracebridge, die Erbin der Güter Annington und Maxstoke in Warwickshire, geheiratet hatte, verlegte er den Sitz der Familie dorthin. John de Clinton wurde in der 2. Hälfte des 13. Jahrhunderts geboren.

## Leben und Laufbahn
Gegen Ende des 13. Jahrhunderts wurde er vom König für den Krieg gegen Schottland und für den Krieg gegen Frankreich aufgeboten. Am 6. Februar 1299 berief ihn Eduard I.  durch writ of summons in das Parlament, womit er zum Baron Clinton im Peerage of England erhoben wurde. Sein Titel war eine erbliche Barony by writ, die auch bei Fehlen männlicher Erben über weibliche Nachkommen weiter vererbt werden konnte. Merkwürdigerweise wurde er zu späteren Parlamentssitzungen nicht mehr eingeladen. Zwei Jahre später wurde er erneut zum Kriegsdienst aufgeboten (cum equis et armis). Obwohl eigentlich Baron, wurde er dann von 1300 bis 1301 ritterschaftlicher Abgeordneter von Warwickshire. Diese später nach der Trennung des Parlaments in Ober- und Unterhaus rechtlich nicht mehr mögliche Doppelfunktion als erblicher Baron und gewählter Abgeordneter der Grafschaften und Städte weist darauf hin, dass zumindest im 13. und in der 1. Hälfte des 14. Jahrhunderts das spätere Zweikammersystem noch nicht voll ausgebildet war. 1308 wurde er zum Constable of Wallingford Castle ernannt. 
Er heiratete um 1290 Ida de Odingsells, eine Tochter von William de Odingsells und Ela FitzRobert. Mit ihr hatte er mindestens zwei Söhne:
- John de Clinton (um 1300–1335)
- William de Clinton († 1354)

Sein Erbe wurde sein ältester Sohn John de Clinton. Sein zweiter Sohn wurde 1337 zum Earl of Huntingdon erhoben.